# Đại Thiện
Đại Thiện (tiếng Mãn: ᡩᠠᡳᡧᠠᠨ, Möllendorff: Daišan, Abkai: Daixan; tiếng Trung: 代善; bính âm: Dàishàn; 19 tháng 8 năm 1583 – 25 tháng 11 năm 1648) là một hoàng thân Mãn Châu và chính trị gia có ảnh hưởng của nhà Thanh trong thời gian khai quốc.

## Xuất thân
Đại Thiện sinh vào giờ Dần, ngày 3 tháng 7 (âm lịch) năm Minh Vạn Lịch thứ 11 (1583) trong gia tộc Ái Tân Giác La. Ông là con trai thứ hai của Thanh Thái Tổ Nỗ Nhĩ Cáp Xích, tức người lập nên Hậu Kim (sau đổi quốc hiệu thành Thanh). Mẹ của ông là Cáp Cáp Nạp Trác Thanh thuộc Đông Giai thị, là nguyên phối đích phúc tấn của Nỗ Nhĩ Cáp Xích.

## Sự nghiệp

### Thời Nỗ Nhĩ Cáp Xích

#### Thiếu niên tòng chinh
Năm Minh Vạn Lịch thứ 27 (1599), lần đầu tiên Đại Thiện theo Nỗ Nhĩ Cáp Xích xuất chinh Cáp Đạt bộ, Huy Phát bộ và Diệp Hách bộ. Từ rất sớm, ông đã tham dự vào triều chính, nắm trọng binh trong tay.
Năm thứ 35 (1607), ông cùng huynh trưởng Chử Anh phụng mệnh theo Thư Nhĩ Cáp Tề, Phí Anh Đông, Hỗ Nhĩ Hán, Dương Cổ Lợi (扬古利) suất lĩnh 3 ngàn binh đến Phỉ Ưu thành (斐优城, nay ở phía tây nam thành phố Hồn Xuân, tỉnh Cát Lâm), nghênh tiếp Đông Hải Nữ chân Ngõa Nhĩ Khách bộ (瓦尔喀部), Phỉ Ưu thành chủ Sách Mục Đặc Hách (策穆特赫) và dân chúng quy phục. Trên đường hành quân xuất hiện điềm lạ, Thư Nhĩ Cáp Tề cho rằng điềm xấu, muốn lui quân. Chử Anh và Đại Thiện không đồng ý, quyết ý tiến binh. Sau khi đại quân đến Phỉ Ưu Thành, thu được chừng hơn 5 trăm hộ. Ông lệnh cho Phí Anh Đông và Hô Nhĩ Hán dẫn theo 3 trăm quân đi trước. Vì Ngõa Nhĩ Khác bộ lại là bộ lạc phụ thuộc vào Ô Lạp, Ô Lạp Bối lặc Bố Chiếm Thái nghe tin, mệnh Bối lặc Bác Khắc Đa (博克多) suất lĩnh hơn 1 vạn quân, mai phục ở khu vực Ô Kiệt Nhai (乌碣崖), hữu ngạn Đồ Môn giang.
Ngày 19 tháng 2, đội quân mai phục này đột nhiên lao ra, cản đường chặn giết. Hỗ Nhĩ Hán một mặt sai hơn 5 trăm hộ người Nữ Chân Phỉ Ưu thành xây dựng rào chắn trên núi, lại cho hơn 1 trăm quân thủ vệ, tự mình lĩnh 2 trăm quân dằn co với địch, một mặt sai người đi báo cho ba người Chử Anh, Đại Thiện và Thư Nhĩ Cáp Tề.
Hôm sau, ba người Đại Thiện dẫn quân đến nơi. Lúc này, quân Nữ Chân chỉ có hơn 3 ngàn, trong khi quân Bố Chiếm Thái có hơn 1 vạn. Đại Thiện và Chử Anh thừa cơ trong đêm, xông thẳng vào doanh trại địch, đánh bại Bố Chiếm Thái, chặn đứng hơn 1 vạn binh Ô Lạp. Trong lúc hai quân đối địch, Đại Thiện chém đầu Bác Khắc Đa và các con trai. Sau trận chiến, quân Kiến Châu Nữ Chân bắt giữ được ba vị Bối lặc là cha con Thường Trụ (常柱) và em trai Hồ Lý Bố (胡里布), trảm hơn 3 ngàn quân lính, thu được hơn 5 ngàn con ngựa, 3 ngàn bộ áo giáp.
Sau khi khải hoàn trở vè, dựa vào quân công, ông được ban danh hiệu "Cổ Anh Ba Đồ Lỗ" (古英巴圖魯). "Cổ Anh" vốn là âm dịch tiếng Mãn, nghĩa là mũ sắt có đinh tán phía trên. Ba Đồ Lỗ là danh hiệu cho dũng tướng cao quý nhất của nhà Thanh.
Năm thứ 43 (1615), Tứ Đại Bối lặc gồm ông, A Mẫn, Mãng Cổ Nhĩ Thái, Hoàng Thái Cực cùng với Ngạch Diệc Đô, Phí Anh Đông đã báo lên Nỗ Nhĩ Cáp Xích về hành vi ngày càng bạo ngược của Chử Anh. Nỗ Nhĩ Cáp Xích cực kỳ tức giận, cách đi tất cả chức vị của Chử Anh, chấm dứt chấp chính, 3 năm sau thì xử tử. Sau khi Chử Anh bị bãi chính, Đại Thiện trở thành người đứng đầu trong các con trai của Nỗ Nhĩ Cáp Xích.

#### Diệt Ô Lạp bộ
Năm thứ 41 (1613), tháng giêng, nghe tin Bố Chiếm Thái sỉ nhục, muốn giam hai người con gái của Thư Nhĩ Cáp Tề (tức Ngạch Thật Thái và Ngạch Ân Triết, hai người đã gả cho Bố Chiếm Thái vào năm 1598), lại có ý định cưới Diệp Hách lão nữ – người từng được hứa gả cho Nỗ Nhĩ Cáp Xích, Nỗ Nhĩ Cáp Xích đại nộ, thống lĩnh 3 vạn quân tấn công Ô Lạp bộ.
Ngày 17 tháng giêng, Đại Thiện theo Nỗ Nhĩ Cáp Xích xuất chinh Ô Lạp bộ, lần lượt hạ được ba thành Tốn Trát Tháp (逊扎塔), Quách Đa (郭多) và Ngạc Mô (鄂谟), đưa quân vào đồn trú trong Ngạc Mô thành. Bố Chiếm Thái suất lĩnh 3 vạn quân, vượt qua Phú Lặc Cáp thành (富勒哈城, nay thuộc phía bắc thành phố Cát Lâm tỉnh Cát Lâm) đến nghênh chiến.
Nỗ Nhĩ Cáp Xích hạ lệnh tiến công, Đại Thiện dẫn quân đại phá Ô Lạp bộ, hạ được đô thành của Ô Lạp bộ. Quân Ô Lạp bỏ thành chạy trốn, ông tiếp tục truy sát, giết được hơn một nửa. Bố Chiếm Thái chạy đến Diệp Hách, các thành dưới trướng đều quy phụ Nỗ Nhĩ Cáp Xích, nhân khẩu hơn vạn gia đình.

#### Hòa Thạc Bối lặc
Năm Thiên Mệnh nguyên niên (1616), khi Nỗ Nhĩ Cáp Xích xưng làm Đại hãn và lập nên nước Đại Kim, Đại Thiện trở thành một trong bốn "Hòa Thạc Bối lặc" (和碩贝勒), là một trong Tứ đại Bối lặc, xưng là "Đại Bối lặc", Ba người còn lại là A Mẫn, Mãng Cổ Nhĩ Thái và Hoàng Thái Cực. Ông là kỳ chủ của Chính Hồng kỳ.
Từ năm 1618, khi bắt đầu các chiến dịch chống lại nhà Minh sau khi Nỗ Nhĩ Cáp Xích tuyên bố Thất đại hận, cho đến năm 1622, Đại Thiện là một tướng lĩnh quân sự hàng đầu và năm giữ Chính Hồng kỳ của Bát kỳ, đóng vai trò quan trọng trong cuộc bao vây Phủ Thuận vào năm 1618, trong chiến thắng Tát Nhĩ Hử năm 1619, và chiếm Thẩm Dương năm 1621. Bắt đầu từ năm 1621, Đại Thiện và ba vị Đại Bối lặc khác luân phiên hàng tháng giúp đỡ Nỗ Nhĩ Cáp Xích trong các công việc điều hành nhà nước của Đại Kim.

#### Bao bây Phủ Thuận
Năm Thiên Mệnh thứ 3 (1618), ngày 13 tháng 4, Nỗ Nhĩ Cáp Xích tuyên bố Thất đại hận, bắt đầu các chiến dịch chống lại nhà Minh, suất lĩnh 2 vạn quân tấn công Phủ Thuận, Đại Thiện và các Bối lặc khác đều đi theo xuất chinh. Đại quân xuất chinh chưa đầy hai ngày thì trời mưa to, Nỗ Nhĩ Cáp Xích ý muốn lui về. Đại Thiện liền khuyên:
| “ | 我们的军队既然已经进入了明朝的边境, 如果因雨回兵, 还能与明朝和好吗? 军机泄露, 后患无穷. 虽然下雨, 道路泥泞, 行走不便, 但是, 兵士有备雨用具, 还是可以继续前进的, 而且, 正因为这样, 敌军可能松懈, 哪有冒雨远道跋涉进攻城堡的? 因此, 利用下雨之机, 突然偷袭, 犹如自天而降, 敌方必然措手不及. . Quân đội của chúng ta đã tiến vào biên cảnh Minh triều, bây giờ rút về thì còn có thể giao hảo với Minh triều hay sao? Quân cơ bị tiết lộ, hậu hoạn vô cùng. Tuy trời mưa, đường lầy lội, không tiện hành quân, nhưng cũng chính vì như vậy, quân địch mới buông lỏng, vì nào có ai đội mưa bôn ba từ xa đến công thành chứ? Vì vậy, phải lợi dụng trời mưa, đột ngột tập kích, giống như từ trên trời giáng xuống, địch quân trở tay không kịp. | ” |

Nỗ Nhĩ Cáp Xích nghe theo đề nghị của Đại Thiện, tiếp tục tiến công, dễ dàng hạ được Phủ Thuận, Lý Viễn Phương đầu hàng. Đại quân tiếp tục hạ được các thành Mã Cáp Đan (玛哈丹, nay thuộc Mã Quận thôn, phía đông nam huyện Phủ Thuận, phủ Liêu Ninh), Đông Châu (东州) cùng hơn 5 trăm đài bảo, bắt giữ được cả người lẫn súc vật hơn 30 vạn. Trong trận này, Đại Thiện xung phong đi đầu, anh dũng giết địch, lần lượt lập đại công, góp phần lớn trong trận đại thắng quân Minh đầu tiên của Hậu Kim.
Minh Tổng binh Trương Thừa Ấm (张承荫) suất lĩnh vạn quân đến chi viện, Tứ Đại Bối lặc cùng nhau nghênh chiến. Nỗ Nhĩ Cáp Xích nghe theo đề nghị của Đại Thiện, dẫn quân nhập biên, phá ba doanh trại, trảm Trương Thừa Ấm, cùng đám người Phó tướng Pha Đình Tướng (颇廷相), Tham tướng Bồ Thế Phương (蒲世芳), du kích Lương Nhữ Quý (梁汝贵).

#### Trận Tát Nhĩ Hử
Năm Thiên Mệnh thứ 4 (1619), ngày 2 tháng giêng, Nỗ Nhĩ Cáp Xích đích thân thống lĩnh đại quân tấn công Diệp Hách bộ. Đại Thiện phụng mệnh suất lĩnh 16 tướng lĩnh, 5 ngàn binh lính trú đóng ở Giáp Cáp Quan (夹哈关), phòng ngự quân Minh.
Cuối tháng 2, Minh triều Liêu Đông Kinh lược Dương Hạo (杨镐) suất lĩnh 10 vạn quân, chia làm bốn đường vây quét quân Hậu Kim. Sau khi Nỗ Nhĩ Cáp Xích nhận được tin, liền lệnh cho chư Vương Bối lặc và đại thần lĩnh binh, xuất phát về phía Tây nghênh địch. Đại quân vừa xuất phát thì nhận được tin 6 vạn quân Minh vừa xuất phát ở Thanh Hà thành (清河城). Đại Thiện cho rằng đường đi ở Thanh Hà gập ghềnh khó đi, không thể hành quân gấp, vì vậy nên trước phòng thủ quân từ Phủ Thuận.
Đảm nhậm chủ công lần này của quân Minh là Tổng binh Đỗ Tùng (杜松) phân quân đội thành hai, quân chủ lực đóng ở Tát Nhĩ Hử sơn (nay thuộc bờ phía nam của sông Đông Hồn, thuộc Phủ Thuận, Liêu Ninh), tự mình suất lĩnh hơn vạn quân, vượt sông đánh vào Cát Lâm Nhai (nay là ngọn núi chính của Thiết Bối sơn, thuộc Phủ Thuận, Liêu Ninh). Lúc này, Cát Lâm Nhai chỉ có vài trăm quân Nữ Chân phòng thủ. Tuy nhiên vì địa thế Cát Lâm Nhai hiểm trở, dễ thủ khó công, phòng thủ kiên cố, Đỗ Tùng không thể công hạ.
Ngày 1 tháng 3, Đại Thiện và Hoàng Thái Cực phụng mệnh suất lĩnh quân 2 Kỳ tăng viện cho Cát Lâm Nhai, Nỗ Nhĩ Cáp Xích đích thân suất lĩnh binh lính 6 Kỳ tấn công Tát Nhĩ Hử, đối địch trực tiếp với quân chủ lực của Đỗ Tùng. Quân chủ của Đỗ Tùng bị đánh tan, thương vong vô số. Quân phòng thủ ở Cát Lâm Nhai kết hợp với quân viện trợ của Đại Thiện, đánh tan quân Đỗ Tùng đang tấn công. Tổng binh nhà Minh bao gồm Đỗ Tùng, Vương Tuyên (王宣), Triệu Mộng Lân (赵梦麟) đều tử trận.
Ngay trong đêm đó, quân Bắc lộ của nhà Minh do Mã Lâm suất lĩnh tiến đến Thượng Gian nhai (phía đông bắc Tát Nhĩ Hử), biết tin quân Đỗ Tùng đại bại thì không dám tiến lên, đem quân chia làm ba nơi, đóng quân trú phòng tại chỗ.
Đại Thiện nhậm mệnh làm tiền tuyến tiên phong, suất quân đánh thẳng đến Thượng Gian nhai, hai quân giao chiến ngay hôm sau. Nỗ Nhĩ Cáp Xích suất lĩnh thân vệ quân cùng quân 2 Hoàng kỳ tấn công vào nơi tụ họp của quân Minh, cũng ra lệnh cho toàn quân bắt đầu đại chiến quân Minh. Chư Bối lặc cùng các Thai cát liền theo sát Đại Thiện thẳng hướng quân Minh, hai quân hỗn chiến, quân Minh đại bại đành rút lui. Trong đợt tấn công này, quân Minh bị giết quá nửa, Phó tướng Ma Nham và Mã Lâm đều bị chém.
Ngay sau đó, Đại Thiện lại suất quân đánh bại quân Minh ở Phỉ Phân sơn.
Ngày 5, ông hợp quân cùng ba Đại Bối lặc khác, cùng nhau tiêu diệt quân đội của Tổng binh Lưu Đĩnh ở A Bố Đạt Lý Cương. Quân Hậu Kim toàn thắng trong chiến dịch Tát Nhĩ Hử.

#### Lũ lập chiến công
Sau trận Tát Nhĩ Hử, quân Hậu Kim thừa thế đánh tới. Ngày 25 tháng 7, Đại Thiện lại theo Nỗ Nhĩ Cáp Xích tấn công Thiết Xích. Sau khi đánh hạ Thiết Xích, ông tiến quân đánh bại hơn vạn quân quân mai phục của Mông Cổ Bối lặc Tề Tái (齐赛). Bại quân Mông Cổ chạy đến Liêu Hà, Đại Thiện cũng dẫn quân đuổi đến, đại sát toàn quân.
Ông bắt giữ Bối lặc Tề Tái và hai người con trai Sắc Đặc Kỳ Nhĩ (色特奇尔) và Kha Hi Khắc Đồ (柯希克图), anh em Đồ Ba Khắc (图巴克) và Sắc Bản (色本) của Trát Lỗ Đặc cùng Tang Cát Nhĩ Trại – con trai của Khoa Nhĩ Thấm Bối lặc Minh An; tất cả sáu vị Bối lặc, cùng với các thân tín của Tề Tái, tổng cộng hơn 150 người.
Ngày 19 tháng 8, ông tiếp tục theo đại quân tấn công Diệp Hách. Ngày 22, ông cùng A Mẫn, Mãng Cổ Nhĩ Thái suất binh đánh vào Tây thành của Diệp Hách, Nỗ Nhĩ Cáp Xích đánh vào Đông thành. Diệp Hách Bối lặc Bố Dương Cổ sai sứ xin hàng, lại xin Đại Thiện thề không giết. Đại Thiện đồng ý, Bố Dương Cổ liền đầu hàng.

#### Phân chia quyền lực
Năm thứ 5 (1620), Hậu Kim chuẩn bị chuyển đến thành Tát Nhĩ Hử. Nỗ Nhĩ Cáp Xích sau khi thị sát đã chỉ định nơi xây dựng trạch đệ cho các Bối lặc. Đại Thiện cho rằng nơi ở của Nhạc Thác được tu chỉnh tốt hơn của mình, đã nhiều lần nói với A Mẫn và Tế Nhĩ Cáp Lãng nơi ở của mình quá nhỏ, ý muốn chiếm trạch đệ thuộc về Nhạc Thác. Tháng 9 cùng năm, Nhạc Thác vì không chịu nổi sự ngược đãi của Đại Thiện mà "mất tích". Có người cho rằng Nhạc Thác phản bội Hậu Kim, đầu quân cho nhà Minh. Lúc còn chưa xác nhận được Nhạc Thác có phải bỏ trốn, phản bội hay không, Đại Thiện đã quả quyết nhận định Nhạc Thác có tâm phản bội mà chạy trốn. Sau khi tìm được Nhạc Thác, ông tỏ vẻ mình chưa bao giờ có ý định phản bội Hậu Kim, Đại Thiện vẫn liên tục quỳ xin Nỗ Nhĩ Cáp Xích chém đầu Nhạc Thác. Yêu cầu của Đại Thiện bị Nỗ Nhĩ Cáp Xích từ chối, Nhạc Thác được thả ra.
Cũng vì thái độ của Đại Thiện mà Nỗ Nhĩ Cáp Xích đã bắt đầu điều tra, phát hiện đãi ngộ mà Đại Thiện dành cho hai người con trai của nguyên phối có vấn đề. Tư sản của Nhạc Thác và Thạc Thác đều bị kế mẫu và con trai của kế mẫu chiếm đoạt. Nỗ Nhĩ Cáp Xích từ nhỏ cũng phải nhận sự đối xử khắc nghiệt từ kế mẫu, cũng vì vậy mà ông rất quan tâm đến các con. Đối với hai người con trai Trử Anh và Đại Thiện còn nhỏ đã mất mẹ lại càng thêm chú ý, đãi ngộ cũng đặc biệt được hậu đãi. Vì vậy, Nỗ Nhĩ Cáp Xích đã nói với Đại Thiện:
| “ | 你也是前妻的儿子, 何不想想我不是对你更亲近吗? 你怎么就被后妻蒙蔽得虐待已长大成人的儿子呢? 何况我待你一直是特选良好的部民让你专管, 你为什么就不能像我一样将优良的部民赐给岳托, 硕托呢? . Ngươi cũng là con vợ trước, ta chẳng phải đối với các ngươi càng thêm thân thiết hay sao? Tại sao ngươi có thể bị vợ sau qua mặt, để con trai vợ trước bị mẹ kế ngược đãi như vậy đây? Huống chi ta còn một mực đối xử đặc biệt với ngươi, chọn bộ dân tốt nhất cho người quản, tại sao ngươi lại không chia cho Nhạc Thác và Thạc Thác một phần đây? | ” |

Từ đây, Nỗ Nhĩ Cáp Xích cho phép Nhạc Thác và Thạc Thác phân gia cùng Đại Thiện. Cũng vì vậy mà Tương Hồng kỳ vốn do Đại Thiện quản lý bị chia cho hai anh em Nhạc Thác và Thạc Thác cùng nhau nắm giữ. Đại Thiện chỉ giữ lại Chính Hồng kỳ.

### Thời Hoàng Thái Cực
Sau khi Nỗ Nhĩ Cáp Xích mất ở trận Ninh Viễn năm 1626, Đại Thiện đã sử dụng ảnh hưởng của mình để khiến cho các hoàng tử và tướng lĩnh đi đến một thỏa thuận về việc Hoàng Thái Cực lên ngôi kế vị. Sau khi lên ngôi Hãn, Hoàng Thái Cực thực hiện thỏa hiệp với Đại Thiện. Trước tiên ông thề ước với tất cả các vị Bối lặc, sau đó ba vị Đại Bối lặc dẫn đầu là Đại Thiện cùng tuyên thệ với các vị Bối lặc. Mỗi khi lên triều, khánh lễ hay tiếp kiến quần thần, ông cùng ba vị Đại Bối lặc cùng ngồi vị trí ngang hàng, cùng hướng mặt phía Nam, nhận lễ của các bồi thần, nghiễm nhiên như là Tứ Hãn, đồng thời ông cũng miễn lễ quân thần cho họ, coi như anh em tương kiến.
Cuối năm 1631, Hoàng Thái Cực tổ chức hội nghị các Bối lặc họp bàn để định việc sắp xếp thứ tự khi chầu triều, nhân đó, Hán thần của Hoàng Thái Cực là Tham chính Lý Bá Long nêu vấn đề có nên có việc Đại Bối lặc ngồi ngang hàng với Đại Hãn hay không. Hiểu được là Đại Hãn muốn thăm dò phản ứng của mình, Đại Thiện ý thức được tình thế bấy giờ khi Hoàng Thái Cực đã hoàn toàn khống chế được 6 Kỳ. Ông ta buộc phải chấp nhận từ bỏ chế độ Ba vị Đại bối lặc cùng ngồi ngang hàng nghị bàn việc triều chính với Đại Hãn. Từ đây, ngôi vị tối cao của Hoàng Thái Cực đã được xác lập.
Tuy nhiên, về thực lực, Đại Thiện vẫn còn nhiều ảnh hưởng trong Bát Kỳ, vẫn nắm quyền khống chế 2 Hồng kỳ, uy tín vẫn phần nào lấn át Đại hãn. Tháng 9 năm 1635, nhân một lỗi nhỏ của Đại Thiện, Hoàng Thái Cực đã họp các Kỳ chủ Bát kỳ và quan lại sáu bộ để định tội Đại Thiện. Ông ta bị tước bỏ ngôi vị Đại Bối lặc, bị thu lại quyền kiểm soát 2 Hồng kỳ. Tuy không mất mạng, nhưng qua sự kiện này, thế lực của Đại Thiện không còn cách nào phục hồi được nữa. Đối thủ lớn cuối cùng của Hoàng Thái Cực đã bị triệt tiêu.
Giữa các năm 1629 và 1634, Đại Thiện tham gia hầu hết các chiến dịch của Hoàng Thái Cực chống lại nhà Minh. Năm 1636, Hoàng Thái Cực lên ngôi Hoàng đế và cải quốc hiệu Đại Kim thành "Thanh". Đại Thiện được phong tước hiệu "Hòa Thạc Lễ Thân vương" (和碩禮親王) và "huynh" (兄).

### Thời Thuận Trị
Năm 1643, Hoàng Thái Cực mất trong khi chưa chọn ra người kế vị. Ban đầu Đại Thiện chọn con trai trưởng của Hoàng Thái Cực là Hào Cách làm người kế vị, nhưng Hào Cách đã từ chối. A Tế Cách và Đa Đạc muốn Đa Nhĩ Cổn lên ngôi, song Đa Nhĩ Cổn cũng từ chối vì cho rằng đây là hành động không trung thành với Hoàng Thái Cực, người đã đề bạt ông. Vấn đề cuối cùng đã được giải quyết khi nhiều khi các vị tướng từng theo Hoàng Thái Cực chinh chiến tuyến bố rằng họ muốn một người con trai của Hoàng Thái Cực lên ngôi. Do vậy, người con trai thứ 9 của Hoàng Thái Cực là Phúc Lâm (Hoàng đế Thuận Trị tương lai), khi ấy mới sáu tuổi, đã lên ngôi Hoàng đế, Đa Nhĩ Cổn và Tế Nhĩ Cáp Lãng cùng làm Nhiếp chính vương. Tuy vậy, ngay cả sau khi toàn thể triều Thanh đã thề trung thành trong lễ đăng cơ thì vẫn có một số người âm mưu đưa Đa Nhĩ Cổn lên thay thế Phúc Lâm. Đại Thiện giải quyết tranh chấp bằng cách trợ giúp Phúc Lâm và vạch trần những kẻ chủ mưu, trong đó có cả con trai ông là Thạc Thác và cháu nội A Đạt Lễ (con trai cả của Tát Cáp Lân). Đại Thiện đã cho hành quyết cả hai người này.

### Qua đời và di sản
Theo các sử sách, dường như Đại Thiện chưa từng cố gắng để giành lấy quyền lực về mình, thay vào đó, ông làm những việc vì lợi ích của gia tộc Ái Tân Giác La. Năm 1643, ông lãnh đạo một hội đồng bao gồm các hoàng thân bổ nhiệm Tế Nhĩ Cáp Lãng và Đa Nhĩ Cổn làm đồng Nhiếp chính vương của Hoàng đế Thuận Trị. Năm 1644 ông theo Đa Nhĩ Cổn tới Bắc Kinh và mất bốn năm sau đó tại đây.
Tại thời điểm qua đời, ông không được ban một danh hiệu đặc biệt nào, ngoại trừ việc gia đình ông được trao 10.000 lượng thay vì 5.000 như thông thường để tổ chức tang lễ và dựng nơi tưởng nhớ ông. Các hoàng đế sau đó của nhà Thanh đã công nhận và đánh giá cao các đóng góp mà ông đã làm cho triều đại và hoàng tộc. Hoàng đế Khang Hi đã ban cho Đại Thiện thụy hiệu "Liệt" (烈) năm 1671. Năm 1778, Hoàng đế Càn Long đã vinh danh ông cùng với Tế Nhĩ Cáp Lãng, Đa Nhĩ Cổn, Hào Cách, và Nhạc Thác với những công lao lẫy lừng của họ trong thời gian đầu của triều đại và lệnh đưa tên họ vào Thái Miếu.
Cùng thời gian đó tước hiệu của năm người này, cùng với Đa Đồ, Thư Nhĩ Cáp Tề và Lặc Khắc Đức Hồn (勒克德渾) sẽ do tử tôn kế thừa vĩnh viễn. Tước hiệu của Đại Thiện sau khi ông mất đã thay đổi hai lần dưới thời con trai Mãn Đạt Hải và cháu nội Kiệt Thư, về sau lại phục hồi là Lễ, và những người thừa kế được xếp vào hàng cao hơn trong các lễ kỉ niệm của triều đình so với bất kỳ hoàng thân nào khác.
Người con trai cả của ông là Nhạc Thác, được phong làm "Khắc Cần Quận vương" (克勤郡王) và người con trai thứ ba, Tát Cáp Lân được phong tước "Dĩnh Thân vương" (穎親王). Con trai của Tát Cáp Lân là Lặc Khắc Đức Hồn được phong là "Thuận Thừa Quận vương" (順承郡王) vào năm 1648. Người con trai thứ tư của Đại Thiện, Ngõa Khắc Đạt, là "Khiêm Quận vương" (謙郡王). Ngõa Khắc Đạt được ban thụy hiệu là Tương (襄), song không có quyền kế tục vĩnh viễn.

## Gia quyến
| \| \| \| \| \| \| \| \| \| \| \| \| \| \| \| \| \| \| \| \| Cao tổ phụ：Hưng Tổ Trực Hoàng đế Phúc Mãn (truy tôn) \| \| \| \| \| \| \| \| \| \| \| \| \| \| \| \| \| \| \| \| \| \| \| \| \| \| \| \| \| \| \| \| \| \| \| \| \| \| \| \| \| \| \| \| \| \| \| \| \| \| \| \| \| \| Tằng tổ phụ：Cảnh Tổ Dực Hoàng đế Giác Xương An (truy tôn) \| \| \| \| \| \| \| \| \| \| \| \| \| \| \| \| \| \| \| \| \| \| \| \| \| \| \| \| \| \| \| \| \| \| \| \| \| \| \| \| \| \| \| \| \| \| \| \| \| \| \| \| \| \| Cao tổ mẫu：Trực Hoàng hậu Hỉ Tháp Lạp thị (truy tôn)[10] \| \| \| \| \| \| \| \| \| \| \| \| \| \| \| \| \| \| \| \| \| \| \| \| \| \| \| \| \| \| \| \| \| \| \| \| \| \| \| \| \| \| \| \| \| \| \| \| \| \| \| \| \| \| Tổ phụ：Hiển Tổ Tuyên Hoàng đế Tháp Khắc Thế (truy tôn) \| \| \| \| \| \| \| \| \| \| \| \| \| \| \| \| \| \| \| \| \| \| \| \| \| \| \| \| \| \| \| \| \| \| \| \| \| \| \| \| \| \| \| \| \| \| \| \| \| \| \| \| \| \| Tằng tổ mẫu：Dực Hoàng hậu (truy tôn) \| \| \| \| \| \| \| \| \| \| \| \| \| \| \| \| \| \| \| \| \| \| \| \| \| \| \| \| \| \| \| \| \| \| \| \| \| \| \| \| \| \| \| \| \| \| \| \| \| \| \| \| \| \| Phụ：Thái Tổ Cao Hoàng đế Nỗ Nhĩ Cáp Xích \| \| \| \| \| \| \| \| \| \| \| \| \| \| \| \| \| \| \| \| \| \| \| \| \| \| \| \| \| \| \| \| \| \| \| \| \| \| \| \| \| \| \| \| \| \| \| \| \| \| \| \| \| \| Ngoại cao tổ phục：Đô đốc Tham Sát[10] \| \| \| \| \| \| \| \| \| \| \| \| \| \| \| \| \| \| \| \| \| \| \| \| \| \| \| \| \| \| \| \| \| \| \| \| \| \| \| \| \| \| \| \| \| \| \| \| \| \| \| \| \| \| Ngoại tằng tổ phụ：Đô đốc A Cổ \| \| \| \| \| \| \| \| \| \| \| \| \| \| \| \| \| \| \| \| \| \| \| \| \| \| \| \| \| \| \| \| \| \| \| \| \| \| \| \| \| \| \| \| \| \| \| \| \| \| \| \| \| \| Tổ mẫu： Tuyên Hoàng hậu Hỉ Tháp lạp thị (truy tôn) \| \| \| \| \| \| \| \| \| \| \| \| \| \| \| \| \| \| \| \| \| \| \| \| \| \| \| \| \| \| \| \| \| \| \| \| \| \| \| \| \| \| \| \| \| \| \| \| \| \| \| \| \| \| Lễ Liệt Thân vương Đại Thiện \| \| \| \| \| \| \| \| \| \| \| \| \| \| \| \| \| \| \| \| \| \| \| \| \| \| \| \| \| \| \| \| \| \| \| \| \| \| \| \| \| \| \| \| \| \| \| \| \| \| \| \| \| \| Ngoại tổ phụ：Tháp Mộc Ba Yến \| \| \| \| \| \| \| \| \| \| \| \| \| \| \| \| \| \| \| \| \| \| \| \| \| \| \| \| \| \| \| \| \| \| \| \| \| \| \| \| \| \| \| \| \| \| \| \| \| \| \| \| \| \| Mẫu：Nguyên phi Đổng Giai thị \| \| \| \| \| \| \| \| \| \| \| \| \| \| \| \| \| \| \| \| \| \| \| \| \| \| \| \| \| \| \| \| \| \| \| \| \| \| \| \| \| \| \| \| \| \| \| \| \| \| \| \| |                                                            |  |  |  |  |  |  |  |  |  |  |  |  |  |  |  |
| |                                                            |  |  |  |  |  |  |  |  |  |  |  |  |  |  |  |
| | Cao tổ phụ：Hưng Tổ Trực Hoàng đế Phúc Mãn (truy tôn)      |  |  |  |  |  |  |  |  |  |  |  |  |  |  |  |
| |                                                            |  |  |  |  |  |  |  |  |  |  |  |  |  |  |  |
| |                                                            |  |  |  |  |  |  |  |  |  |  |  |  |  |  |  |
| | Tằng tổ phụ：Cảnh Tổ Dực Hoàng đế Giác Xương An (truy tôn) |  |  |  |  |  |  |  |  |  |  |  |  |  |  |  |
| |                                                            |  |  |  |  |  |  |  |  |  |  |  |  |  |  |  |
| |                                                            |  |  |  |  |  |  |  |  |  |  |  |  |  |  |  |
| | Cao tổ mẫu：Trực Hoàng hậu Hỉ Tháp Lạp thị (truy tôn)      |  |  |  |  |  |  |  |  |  |  |  |  |  |  |  |
| |                                                            |  |  |  |  |  |  |  |  |  |  |  |  |  |  |  |
| |                                                            |  |  |  |  |  |  |  |  |  |  |  |  |  |  |  |
| | Tổ phụ：Hiển Tổ Tuyên Hoàng đế Tháp Khắc Thế (truy tôn)    |  |  |  |  |  |  |  |  |  |  |  |  |  |  |  |
| |                                                            |  |  |  |  |  |  |  |  |  |  |  |  |  |  |  |
| |                                                            |  |  |  |  |  |  |  |  |  |  |  |  |  |  |  |
| | Tằng tổ mẫu：Dực Hoàng hậu (truy tôn)                      |  |  |  |  |  |  |  |  |  |  |  |  |  |  |  |
| |                                                            |  |  |  |  |  |  |  |  |  |  |  |  |  |  |  |
| |                                                            |  |  |  |  |  |  |  |  |  |  |  |  |  |  |  |
| | Phụ：Thái Tổ Cao Hoàng đế Nỗ Nhĩ Cáp Xích                  |  |  |  |  |  |  |  |  |  |  |  |  |  |  |  |
| |                                                            |  |  |  |  |  |  |  |  |  |  |  |  |  |  |  |
| |                                                            |  |  |  |  |  |  |  |  |  |  |  |  |  |  |  |
| | Ngoại cao tổ phục：Đô đốc Tham Sát                         |  |  |  |  |  |  |  |  |  |  |  |  |  |  |  |
| |                                                            |  |  |  |  |  |  |  |  |  |  |  |  |  |  |  |
| |                                                            |  |  |  |  |  |  |  |  |  |  |  |  |  |  |  |
| | Ngoại tằng tổ phụ：Đô đốc A Cổ                             |  |  |  |  |  |  |  |  |  |  |  |  |  |  |  |
| |                                                            |  |  |  |  |  |  |  |  |  |  |  |  |  |  |  |
| |                                                            |  |  |  |  |  |  |  |  |  |  |  |  |  |  |  |
| | Tổ mẫu： Tuyên Hoàng hậu Hỉ Tháp lạp thị (truy tôn)        |  |  |  |  |  |  |  |  |  |  |  |  |  |  |  |
| |                                                            |  |  |  |  |  |  |  |  |  |  |  |  |  |  |  |
| |                                                            |  |  |  |  |  |  |  |  |  |  |  |  |  |  |  |
| | Lễ Liệt Thân vương Đại Thiện                               |  |  |  |  |  |  |  |  |  |  |  |  |  |  |  |
| |                                                            |  |  |  |  |  |  |  |  |  |  |  |  |  |  |  |
| |                                                            |  |  |  |  |  |  |  |  |  |  |  |  |  |  |  |
| | Ngoại tổ phụ：Tháp Mộc Ba Yến                              |  |  |  |  |  |  |  |  |  |  |  |  |  |  |  |
| |                                                            |  |  |  |  |  |  |  |  |  |  |  |  |  |  |  |
| |                                                            |  |  |  |  |  |  |  |  |  |  |  |  |  |  |  |
| | Mẫu：Nguyên phi Đổng Giai thị                              |  |  |  |  |  |  |  |  |  |  |  |  |  |  |  |
| |                                                            |  |  |  |  |  |  |  |  |  |  |  |  |  |  |  |
| |                                                            |  |  |  |  |  |  |  |  |  |  |  |  |  |  |  |

- Nguyên phối: Lý Giai thị (李佳氏), con gái của Đạt Trữ Hỗ Ba Yến (達褚祜巴晏). Sinh Nhạc Thác và Thạc Thác.
- Kế Phúc tấn: Na Lạp thị (葉赫納喇氏), con gái của Diệp Hách Bối lặc Bố Trại. Sinh Tát Cáp Lân, Ngõa Khắc Đạt và Ba Lạt Mã.
- Tam kế Phúc tấn: Na Lạp thị (葉赫納喇氏), con gái của Diệp Hách Bối lặc A Nạp Bố (阿纳布). Sinh Mãn Đạt Hải và Hỗ Tắc.
- Trắc Phúc tấn: 
  - Na Lạp thị (哈達納喇氏), con gái của Cáp Đạt Bối lặc Mạnh Cách Bố Lộc. Sinh Mã Chiêm.
  - Bác Nhĩ Tế Cát Đặc thị (博爾濟吉特氏) con gái của Khách Nhĩ Khách Bối lặc Tái Tam (塞三).
  - Thái Tùng Công chúa (泰松公主), em gái của Lâm Đan hãn.
- Thị thiếp: Phú Sát thị (富察氏), con gái của Hòa Thác (和托).

### Hậu duệ

#### Con trai
1. Nhạc Thác (岳託; 1599 – 1639), mẹ là Đích Phúc tấn Lý Giai thị. Được truy phong là Khắc Cần Quận vương, là một trong 12 Thiết mạo tử vương của nhà Thanh; kết hôn với con gái thứ hai của Ngô Nhĩ Cổ Đại và Mãng Cổ Tế (con gái thứ ba của Nỗ Nhĩ Cáp Xích). Có 7 con trai.
2. Thạc Thác (碩託, 1600 – 1643), mẹ là Đích Phúc tấn Lý Giai thị. Được phong làm Bối lặc. Năm 1643 bị xử tử, hậu duệ bị truất làm thứ dân. Đến năm Khang Hi thứ 52 (1713), Khang Hi ban cho hậu duệ ông "Hồng đái tử", phụ nhập vào cuối Ngọc điệp. Kế hôn với Na Lạp thị, con gái của Bối lặc Bố Chiếm Thái. Có 3 con trai.
  1. Lạt Khách (喇喀, 1626 – ?), kết hôn với con gái của Trát Lỗ Đặc Bác Nhĩ Tế Cát Đặc Bối lặc Mã Nãi (马鼐). Có 2 con trai.
  2. Tề Lan Bố (齊蘭布, 1632 – ?). Không có con.
  3. Nhạc Tái Bố (岳賽布, 1638 – 1711). Có 5 con trai.
3. Tát Cáp Lân (薩哈璘; 1604 – 1636), mẹ là Kế Phúc tấn Na Lạp thị. Được phong làm Dĩnh Thân vương (穎親王), qua đời được ban thụy "Nghị" (毅); kết hôn với con gái của Bối lặc Bố Chiếm Thái. Có 3 con trai.
  1. A Đạt Lý (阿達里, 1624 – 1643), phạm tội bị truất đi tông thất, hàng làm thứ dân. Đến năm Khang Hi thứ 52 (1713), Khang Hi ban cho hậu duệ ông "Hồng đái tử", phụ nhập vào cuối Ngọc điệp. Có 1 con trai.
  2. Lặc Khắc Đức Hồn (勒克德渾; 1619 – 1652), sơ phong Bối lặc (1644), năm 1648 được phong Thuận Thừa Quận vương, là một trong 12 Thiết mạo tử vương của nhà Thanh, qua đời được ban thụy "Cung Huệ" (恭惠). Có 4 con trai.
  3. Đỗ Lan (杜蘭, 1633 – 1675). Năm 1649 được phong làm Bối lặc, sau bị hàng làm Phụng ân Trấn quốc công (1668). Có 4 con trai.
4. Ngõa Khắc Đạt (瓦克達, 1606 – 1652), mẹ là Kế Phúc tấn Na Lạp thị. Được phong làm Khiêm Quận vương (謙郡王), qua đời được ban thụy "Tương" (襄). Con cháu được ban Nhất đẳng Trấn quốc Tướng quân, thế tập võng thế. Có 3 con trai.
  1. Ba Khắc Đạt (巴克達, 1627 – 1642). Mất sớm, không con.
  2. Lưu Ung (留雍, 1647 – 1709). Năm 1653 được phong làm Tam đẳng Phụng quốc Tướng quân (三等奉国将军), rồi thăng làm Trấn quốc Tướng quân (1667). Năm 1669 lại hàng xuống Phụng quốc Tướng quân phẩm cấp. Năm 1686 tập tước Trấn quốc công của em trai, đến năm 1698 thì bị cách tước. Có 7 con trai.
  3. Cát Nhĩ Tái (噶爾塞, 1647 – 1718). Năm 1653 được phong làm Tam đẳng Phụng quốc Tướng quân, rồi thăng làm Trấn quốc công (1667). Năm 1669 bị hàng xuống Phụng quốc Tướng quân phẩm cấp. Năm 1682 phục phong Trấn quốc công, đến 1686 phạm tội mà bị cách tước.
5. Ba Lạt Mã (巴喇瑪, 1608 – 1631), mẹ là Kế Phúc tấn Na Lạp thị. Không có con.
6. Mã Chiêm (瑪佔, 1612 – 1638), mẹ là Trắc Phúc tắn Na Lạp thị. Được phong làm Phụng ân Phụ quốc công.
7. Mãn Đạt Hải (滿達海, 1622 – 1652), mẹ là Tam kế Phúc tấn Na Lạp thị. Ban đầu được phong Bối lặc, sau được tập tước Lễ Thân vương đổi phong hiệu thành "Tốn Thân vương" (巽親王), qua đời được ban thụy "Giản" (簡).
  1. Thường A Đại (常阿岱, 1643 – 1665). Năm 1652 tập tước Tốn Thân vương đời thứ 2, tức Lễ Thân vương đời thứ 3. Năm 1659 vì liên quan đến Duệ Thân vương Đa Nhĩ Cổn mà bị hàng tước xuống Bối lặc, qua đời được ban thụy "Hoài Mẫn" (懷愍).
  2. Lăng Tắc Nghi (楞塞宜).
8. Hỗ Tắc (祜塞, 1628 – 1646), mẹ là Tam kế Phúc tấn Na Lạp thị. Được phong làm Trấn quốc công. Sau khi qua đời được truy phong Quận vương, ban thụy "Huệ Thuận" (惠顺). Năm 1662 được truy phong Huệ Thuận Thân vương (惠顺亲王). Có 3 con trai.
  1. A Lâm (阿林, 1644 – 1659). Có 1 con trai.
  2. Tinh Tế (1645 – 1649). Năm 1646 tập Trấn quốc công, sau thăng Quận Vương, qua đời được ban thụy "Hoài Mẫn" (懷愍).
  3. Con trai thứ ba: Kiệt Thư (杰書; 1646 – 1697), được phong Hòa Thạc Khang Thân vương tức Lễ Thân vương đời thứ 4. Sau khi qua đời được ban thụy "Lương" (良).

#### Con gái
| #  | Tước hiệu | Sinh | Mất  | Mẹ                                   | Ngạch phò                                                                |
| -- | --------- | ---- | ---- | ------------------------------------ | ------------------------------------------------------------------------ |
| 1  | Quận chúa | 1602 | 1649 | Kế Phúc tấn Na Lạp thị               | Tam đẳng công Hòa Thạc Đồ, con trai của Hà Hòa Lễ và Đông Quả Cách cách. |
| 2  | Quận chúa | 1624 | 1650 | Trắc Phúc tấn Bác Nhĩ Tế Cát Đặc thị | Đài cát Ba Đạt Lễ (巴达礼) thuộc Bác Nhĩ Tế Cát Đặc thị của Nại Mạn.     |
| 3  | Quận chúa | 1624 | 1685 | Tam kế Phúc tấn Na Lạp thị           | Nhị đẳng bá Đô Loại, con trai của Hà Hòa Lễ và Đông Quả Cách cách.       |
| 4  |           | 1625 | 1654 | Trắc Phúc tấn Bác Nhĩ Tế Cát Đặc thị | Nam Cách Ba Khố (男格巴庫) thuộc Na Lạp thị                              |
| 5  | Quận chúa | 1626 | 1646 | Tam kế Phúc tấn Na Lạp thị           | Đa Nhĩ Tế (多尔济) thuộc Bác Nhĩ Tế Cát Đặc thị của Khoa Nhĩ Thấm        |
| 6  | Quận chúa | 1628 | 1649 | Trắc Phúc tấn Bác Nhĩ Tế Cát Đặc thị | Đầu đẳng Thị vệ Tái Bản (塞本) thuộc Bác Nhĩ Tế Cát Đặc thị              |
| 7  |           | 1629 | 1649 | Trắc Phúc tấn Na Lạp thị             |                                                                          |
| 8  | Quận chúa | 1629 | 1649 | Trắc Phúc tấn Bác Nhĩ Tế Cát Đặc thị | Tử Tháp Nhĩ Ni (子塔尔尼) thuộc Tây Lạt Đặc thị                          |
| 9  | Quận chúa | 1631 | 1673 | Trắc Phúc tấn Bác Nhĩ Tế Cát Đặc thị | Đa Nhĩ Tế (多尔济) thuộc Bác Nhĩ Tế Cát Đặc thị của Khoa Nhĩ Thấm        |
| 10 |           | 1638 | 1710 | Thị thiếp Phú Sát thị                |                                                                          |
| 11 | Quận chúa | 1638 | 1712 | Trắc Phúc tấn Bác Nhĩ Tế Cát Đặc thị | Nạp Mục Đồ (纳穆图) thuộc Lý thị, con trai Tam đẳng hầu Lý Quốc Hàn      |
| 12 | Quận chúa | 1641 | 1666 | Trắc Phúc tấn Bác Nhĩ Tế Cát Đặc thị | Cát Nhĩ Mã Tác Nặc Mộc, Ngạch phò của Đoan Thuận Trưởng Công chúa        |